# جوناثان سكوت هارتلي
جوناثان سكوت هارتلي (بالإنجليزية: Jonathan Scott Hartley)‏ هو نحات أمريكي، ولد في 23 سبتمبر 1845، وتوفي في 1912.